# Г'юстон-Джордж Буш
Міжконтинента́льний аеропо́рт Джо́рджа Бу́ша — (англ. George Bush Intercontinental Airport) — (скорочено IAH) — міжнародний аеропорт у Г'юстоні, штат Техас, США, який обслуговує повітряний простір класу B, столицю Великого Г'юстона. Розташований приблизно в 37 км на північ від центру Г'юстона, між міждержавними шосе 45 та 59, з прямим доступом до швидкісної платної дороги Харді. Міжконтинентальний аеропорт Джорджа Буша має визначені рейси до великої кількості внутрішніх напрямків, і є найбільшим міжнародним центром в Техасі. Аеропорт, спочатку названий «Г'юстонський міжконтинентальний аеропорт», пізніше був перейменований на честь Джорджа Буша, 41-го президента США.
У 2018 році аеропорт у загальній кількості обслуговував 43 807 539 пасажирів, що робить його 47-м найавторитетнішим аеропортом у світі та 14-м найбільш зайнятим аеропортом у Сполучених Штатах. Цей аеропорт займає 40,5 км2 Землі і має п'ять злітно-посадкових смуг.
Г'юстонський Інтерконтиненталь — другий за величиною пасажирський вузол для Сполучених Авіаліній (United Airlines). У рамках таких операцій, як United Express, ExpressJet, Mesa Airlines, Republic Airline та SkyWest Airlines, здійснюються роботи з концентраторами IAH. Він слугував центром для Г'юстонської міжнародної авіакомпанії «Texas International Airlines» та пасажирського авіаперевізника Metro Airlines, який також базувався в районі Х'юстона і почав свої перші рейси, коли Міжконтинентальний відкрився в 1969 році. Аеропорт також служить центром для Atlas Air, де розміщується база екіпажу, технічне обслуговування та вантажна логістика.
IAH став першим аеропортом Північної Америки, який здійснив безперервні рейси на кожен населений континент у 2017 році, приєднавшись до Air New Zealand, але втратив цю перевагу, коли Atlas Air закінчив свій безперервний політ до Луанди (Luanda). Пізніше аеропорт відновив цю перевагу у грудні 2019 року, коли Ethiopian Airlines запустила рейс до Ломе (Lomé), Африка.

## Історія

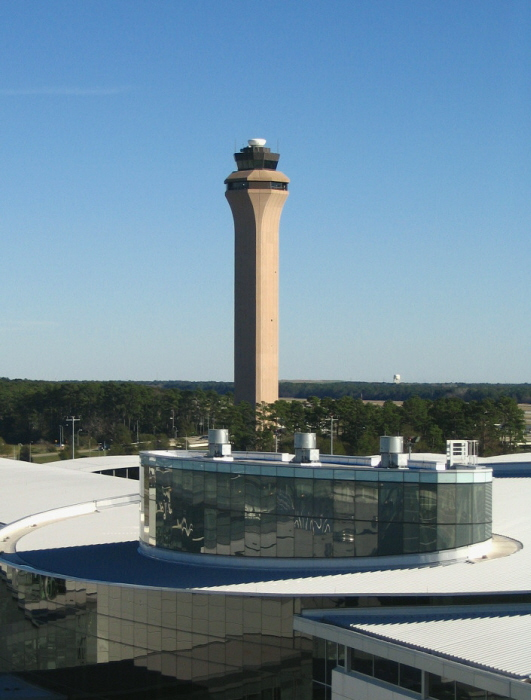
Диспетчерська вежа Г'юстонського аеропорту імені Джорджа Буша

Група бізнесменів Г'юстона придбала майданчик для Міжконтинентального аеропорту Буша в 1957 році, щоб зберегти його, поки місто Г'юстон не зможе скласти план нового аеропорту для заміни аеропорту «Вільяма П. Хобі» (на той час відомий як Міжнародний аеропорт Г'юстона). Холдингова компанія, за землю, отримала назву «Jet Era Ranch Corporation», але графічна помилка перетворила слова Jet Era на Jetero, а сайт аеропорту згодом так і став називатися сайтом аеропорту Джетеро. Хоча ім'я Джетеро більше не використовувалося в офіційних планових документах після 1961 року, східний вхід до аеропорту отримав назву бульвар Джетеро, який пізніше було перейменовано на «Вілл Клейтон Парквей» (Will Clayton Parkway).
Місто Г'юстон анексувало територію Міжконтинентального аеропорту в 1965 році. Ця анексія разом з анексіями району Бейпорт (Bayport), Фондрен-ровд (the Fondren Road) та району на захід від Шарпставна (Sharpstown) у 1965 році призвела до отримання 20741 га землі, що сприяло розширенню меж міста.
Міжконтинентальний аеропорт Г'юстона (це було початковою назвою аеропорту), відкрився в червні 1969 року. Усі заплановані послуги пасажирських авіакомпаній, які раніше експлуатувалися з аеропорту «Вільяма П. Хобі» (William P. Hobby Airport), перейшли до Інтерконтиненталь. «Хобі» залишався відкритим як аеропорт загального авіаційного призначення, і знову був використаний для регулярних авіаперевезень пасажирських авіакомпаній через два роки, коли в 1971 році Southwest Airlines розпочали внутрішньодержавний авіапереліт між «Хобі» та «Далласом Лав-Філд» (Dallas Love Field).
Г'юстонський Інтерконтиненталь планували відкрити у 1967 році, але вирішили змінити дизайн терміналів, що призвело до перевищення витрат та затримки будівництва. Основний підрядник, Р. Ф. Будівництво Сан-Антоніо (R.F. Ball Construction of San Antonio), подав позов до міста Г'юстон на суму 11 мільйонів доларів відшкодування збитків, але помічник міського адвоката Джозеф Гай Роллінз-молодший захистив муніципалітет, поскаржившись до Верховного суду Техасу.
Станом на 2007 рік, термінали A і B залишаються в початковій конструкції аеропорту. Термінал C відкрився в 1981 році, будівля міжнародних заїздів Міккі Леленда (тепер його називають терміналом D) відкрилася в травні 1990 року, та новий термінал E частково відкрився в червні 2003 року. Решта терміналу E відкрилася 7 січня 2004 року. Термінал D — це пункт прибуття для всіх міжнародних рейсів, за винятком рейсів United, які використовують термінал E. Рейси з Канади компаній Air Canada та WestJet прибувають до терміналу A.

## Зручності

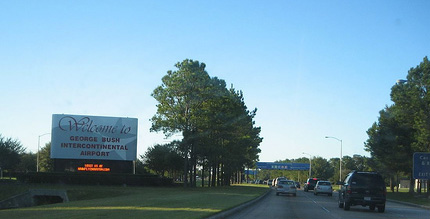
IAH main entrance

### Головний вхід
Є три головні входи в термінальні зони. Бульвар Джона Ф. Кеннеді — головний південно-північний вхід в аеропорт, який перетинається із Зеленою дорогою (Greens Road), що стає автострадою, яка веде до терміналів (подорожуючи на захід по Зеленій дорозі, можна дістатися до житлового району Ґрінспойнт (Greenspoint)). Вілл Клейтон Парквей (Will Clayton Parkway), який пролягає зі сходу на захід, — ще один головний вхід.
Аеропорт має п'ять терміналів і 130 воріт, що охоплюють 1,0 км², із відстанню 2,4 км від терміналу А до терміналу D.
Skyway (раніше TerminaLink) забезпечує авіаперевезення між усіма п'ятьма терміналами та Міжнародною будівлею прибуття (International Arrivals Building). Метро забезпечує приземлене сполучення між п'ятьма терміналами та готелем аеропорту. Ця система заснована на технології WEDway PeopleMover, розробленій компанією Walt Disney.
В аеропорту розташований місцевий готель Marriott, що знаходиться між терміналами B і C, і до нього можна доїхати за допомогою метро, яке курсує кожні 3 хвилини з 3:30 ночі до 12:30 ранку щодня. Готель налічує 573 номери, один ресторан і бар, кімнату для консьєржів, кав'ярню, клуб здоров'я, салон та конференц-зал.

### Термінал А

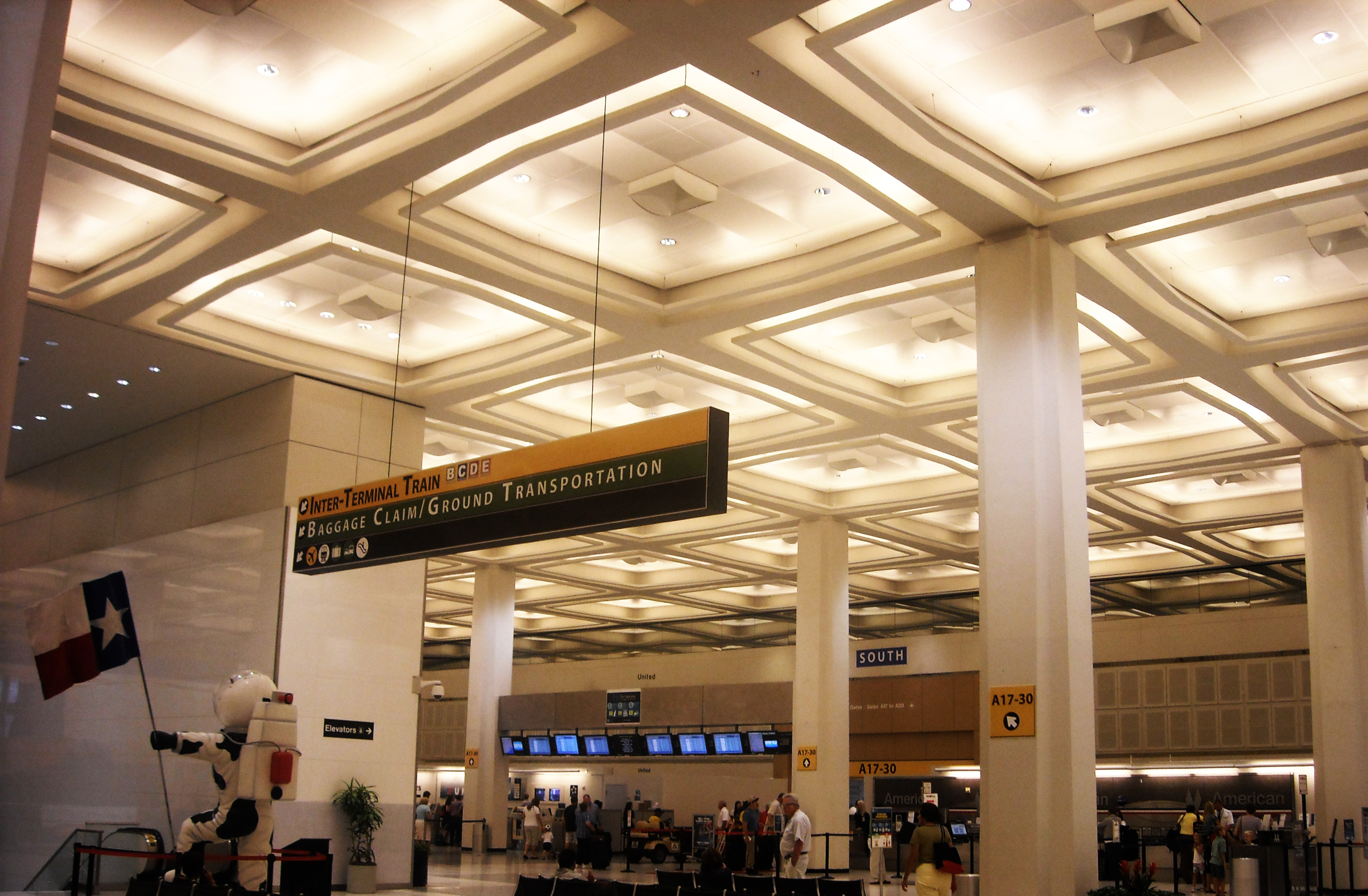
Terminal A

Термінал А обслуговує всі внутрішні та канадські операції, що не є об'єднаними (non-United), а також підбирає внутрішні операції United Express та міжнародні відправлення.
Це був один із перших двох терміналів, який відкрили в 1969 році, який був розроблений Goleman & Rolfe та George Pierce-Abel B. Pierce. Як і термінал B, він спочатку мав чотири кругові модулі (що називаються Польотні станції («Flight Stations») на місцевості) в кінці коридорів, що випромінювались з-поза кутів терміналу. Однак наприкінці 1990-х та на початку 2000-х Північний та Південний вестибюлі були перетворені на лінійні споруди для забезпечення більш плавної роботи в терміналі. Проєкт був завершений у 2002 році та був розроблений Генслером. Термінал А має 20 воріт, з 10 воротами на Північному і 10 на Південному узбережжях.

### Термінал B

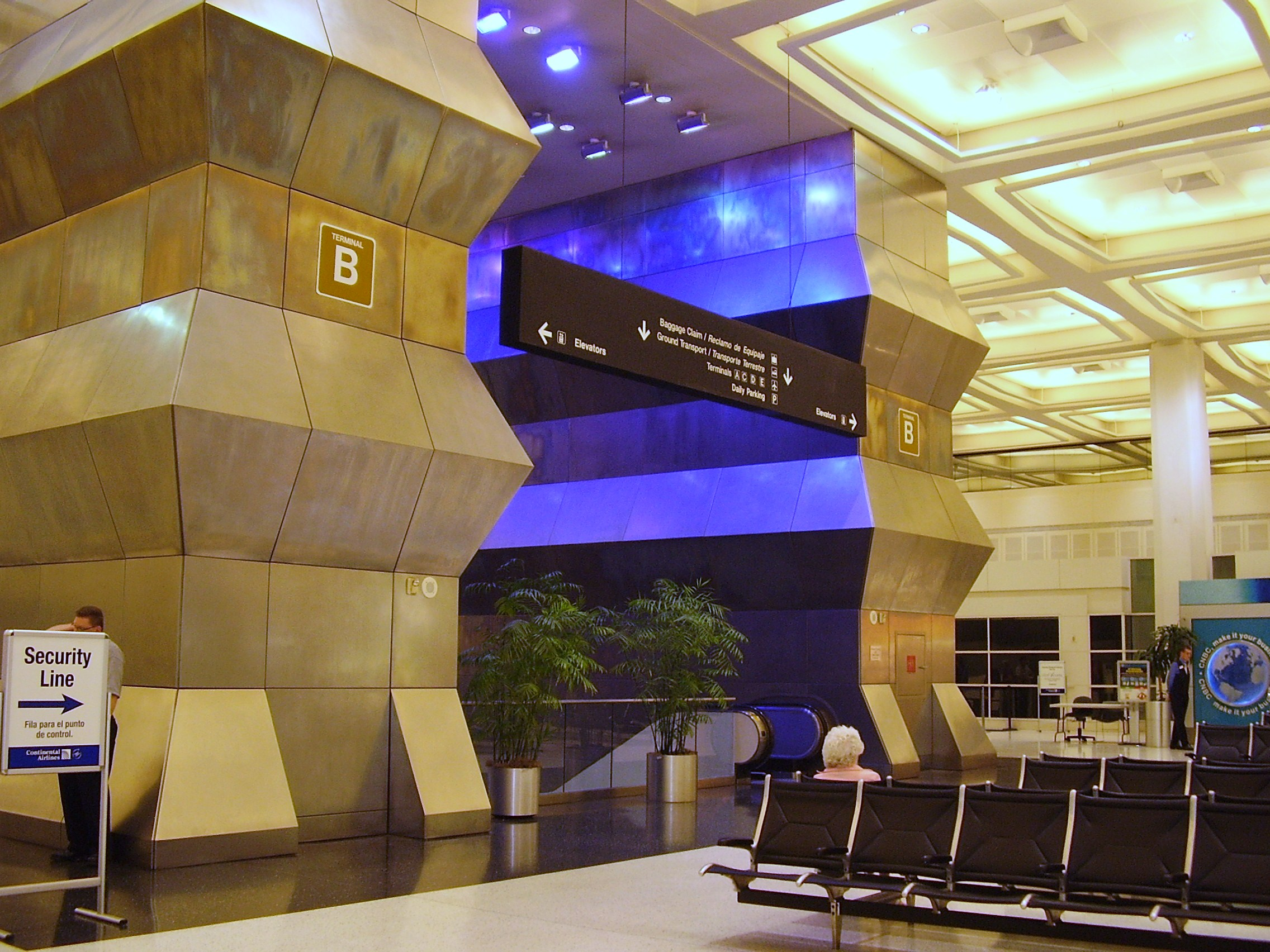
Terminal B

Термінал B обслуговує більшість внутрішніх операцій та міжнародних відправлень United Express. Станом на 2017 рік, United Express це єдиний орендар терміналу B. Це був один із перших двох терміналів аеропорту, який відкрили в 1969 році, що був розроблений Goleman & Rolfe та George Pierce-Abel B. Pierce. Цей термінал практично не відрізняється від його початкової конструкції. З цієї причини струминні мости значно нижчі від землі, ніж більшість інших. Термінал містить 37 звичайних воріт і 20 твердостійких воріт.
Термінал зазнав незначних оновлень з 1997 по 2001 рік, розроблений Генслером. У 2011 році місто Г'юстон оголосило, що зруйнує ворота Терміналу B та перебудує їх. Архітектором проєкту став Пірс, Ґудвін, Олександр & Лінвіл. Перша фаза оновлення терміналу завершилася 23 січня 2012 року. Перший етап проєкту був завершений у квітні 2013 року, а перші 15 воріт нового Південного курсу почали діяти 21 травня 2013 року. Решта воріт були завершені у 2014 році, завдяки чому загальна кількість воріт на Південному узбережжі знизилась до 30 (обох типів).

### Термінал C

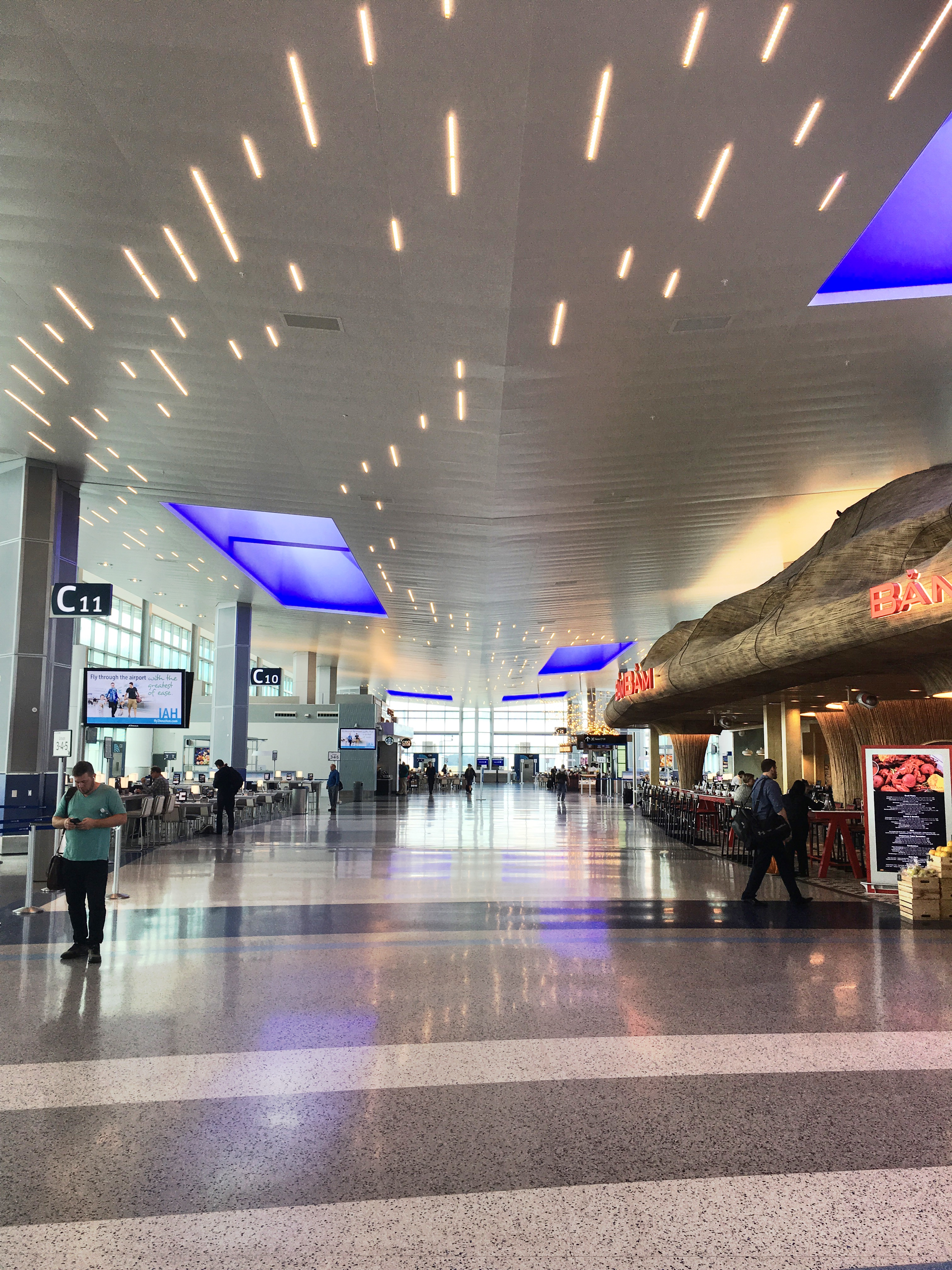
Terminal C

Термінал C (також відомий як термінал Lewis W. Cutrer) є основною базою внутрішніх операцій United Airlines в IAH та обслуговує деякі внутрішні операції United Express та міжнародні вильоти.
Це був третій термінал, який збудували в аеропорту, відкривши його в 1981 році. Його спроектувала Г'юстонська фірма «Архітектори аеропортів», спільне підприємство Golemon & Rolfe Architects і Pierce and Pierce Architects. Термінал C має 31 ворота. У терміналі також є міжконфесійна каплиця аеропорту. Термінал зазнав реконструкції з 2000 по 2005 рік, розроблений Генслером. 11 травня 2015 року аеропорт прорвався на нову територію північного курсу терміналу C, який відкрився в березні 2017 року. Розроблений PGAL, у новому залі, що обійшовся в 170 мільйонів доларів, розміщено 14 воріт, відремонтований клуб United та багато зручностей для пасажирів. Колишній північний вестибюль наразі зачинений, для знесення та майбутнє перепланування у Термінал D. У березні 2017 року United також відкрив зону глобального прийому для Global Services та Global First, реєстрація якої безпосередньо підключається до черги безпеки Premier Access / PreCheck.

### Термінал D

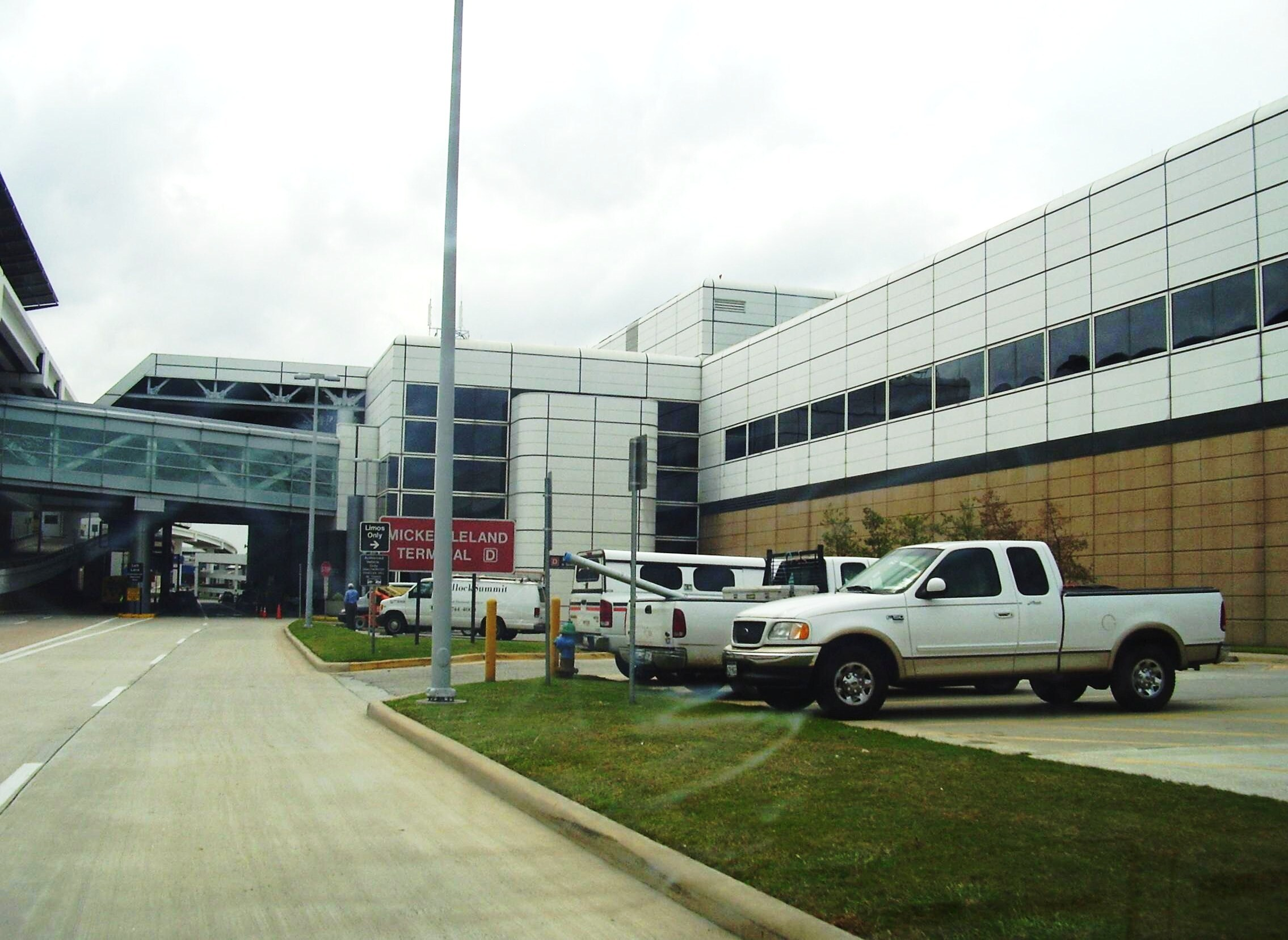
Mickey Leland Terminal D

Термінал D (відомий як термінал Міккі Леленда) обслуговує всі міжнародні операції, що не є об'єднаними (non-United), та деякі міжнародні прибуття United Express.
Відкритий у 1990 році як International Arrivals Building (IAB), пізніше перейменований у будівлю International Arrivals Mickey Leland, термінал кошторисом 95 мільйонів доларів США, був розроблений архітекторами Golemon and Rolfe, Pierce Goodwin Alexander, James L., Marshall Associates, Molina and Associates. IAB, обладнаний Федеральним інспекційним органом та митними службами США, консолідував усі міжнародні прибуття в один термінал (поки Continental не перемістив свої міжнародні операції до Терміналу E).
У Терміналі D авіакомпанії діляться воротами, марками квитків та обладнанням для терміналу, що робить його об'єктом загального користування. Фуд-корт Терміналу D розташований у районі виїздів. У 2007 році адміністрація аеропорту розпочала реконструкцію, в рамках якої протягом наступних кількох років було додано 20 додаткових приладів загального користування, розкішні торгові магазини та ресторани, а також нові спа-салони ,салони краси в аеропорту. Термінал D має 12 воріт та кілька міжнародних залів, серед яких дві окремі галереї British Airways Lounge, KLM Crown Lounge, Air France Salon Lounge та Executive Lounge для Сінгапуру, Еміратів, Катару та Люфтганзи.
18 червня 2014 року міська рада Г'юстона одноголосно прийняла меморандум про угоду, що встановлює плани знесення існуючої будівлі Термінал D та будівництво нового об'єкта на тому ж місці. Згідно плану, повинні бути побудовані ворота для 15 великих корпусів широких двигунів, включаючи чотири ворота Airbus A380, а також більш відкритий дизайн і сучасний вигляд. Повторне будівництво на Терміналі D офіційно розпочалося 18 жовтня 2019 року, починаючи зі знесення Старого Північного Терміналу C.

### Термінал E

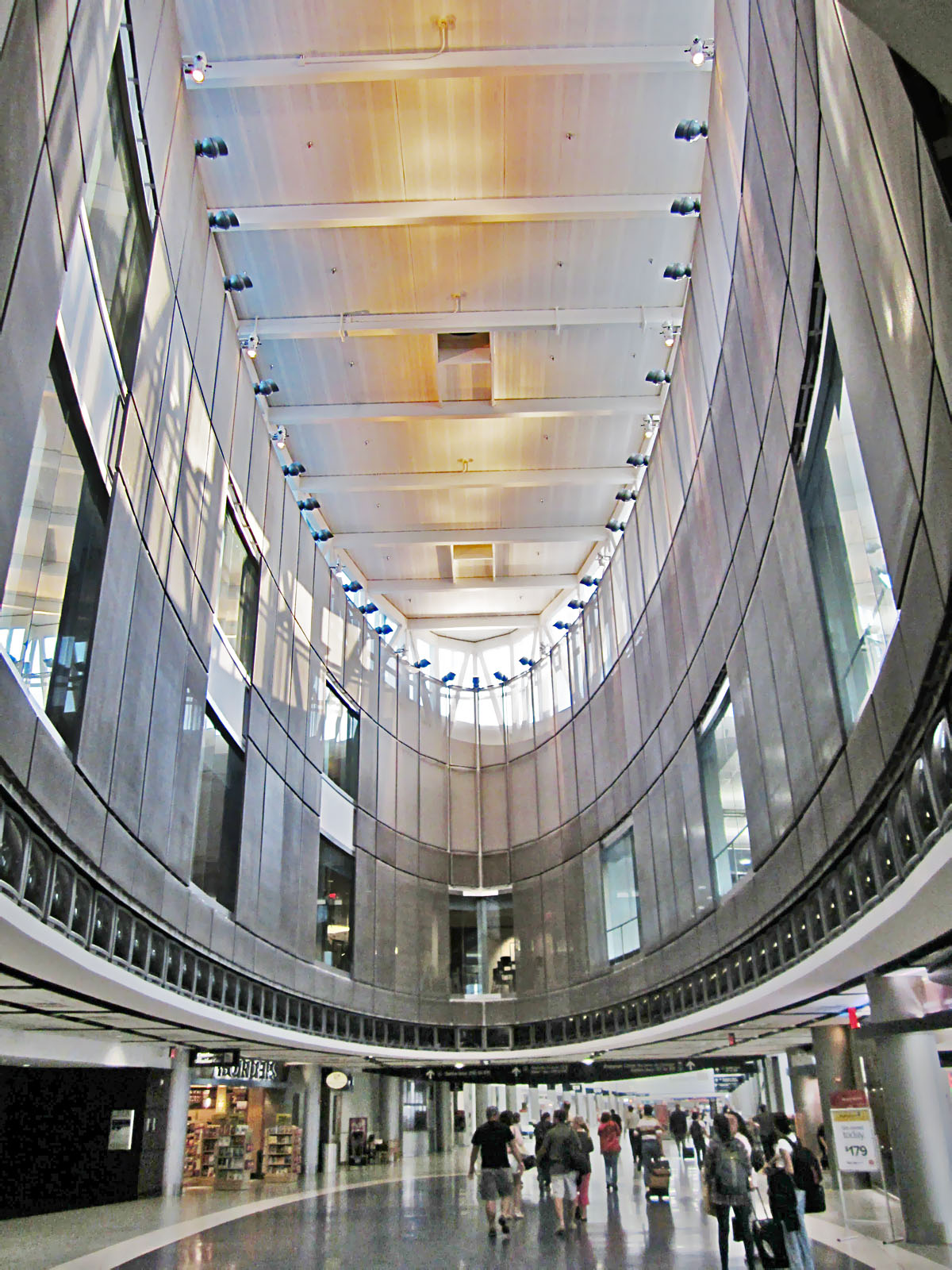
Terminal E

Термінал E є основною базою міжнародних операцій United Airlines в IAH, на додаток до міжнародних прибуттів United Express та деяких великих внутрішніх операцій. (Усі міжнародні рейси міжнародних ліній United прибувають на Термінал Е, тоді як усі міжнародні рейси United Express прибувають на термінали D або E, а потім вилітають із терміналу A, B або C.)
Термінал E — це найновіший термінал IAH. Він був розроблений Corgan Associates та Spencer Partnership Architects, і відкривався у два етапи. Перша фаза відкриття відбулась у червні 2003 року з 14 воротами, а під час другої фази додали 16 воріт у лютому 2004 року, тепер із загальною кількістю 30 воріт. United працює одним великим триповерховим Об'єднаним Клубом (United Club) у Терміналі Е між воротами Е11 та Е12. Спочатку Continental (до злиття з United) використовував термінал винятково для внутрішніх рейсів, однак він переніс міжнародні операції на новий термінал після відкриття нової будівлі Федеральної інспекційної служби (FIS). Термінал був розроблений для максимальної гнучкости, з реактивними пристроями, призначеними для управління всіма типами літальних апаратів. Він був завершений вчасно та з бюджетом приблизно в 20 мільйонів доларів США.

### Наземний транспорт
Із центру міста Г'юстон можна доїхати до аеропорту, взявши Interstate (маршрут) 59 (автострада Eastex) до Белтвею (Beltway) 8 або до парку Віл Клейтон (Will Clayton Parkway), і дістатися до аеропорту з будь-якої дороги. З центру міста можна також взяти Interstate (маршрут) 45 (Північна автострада), підключитися до Beltway 8 та заїхати до аеропорту з боку the Beltway. Дорога Харді (The Hardy Toll Road) має вихід з півночі або півдня до аеропорту.
Столичний місцевий транспорт округу Гаррісон,штат Техас, або METRO, пропонує автобусні послуги з південної сторони терміналу C. Аеропорт обслуговує 102 Bush IAH Express. Раніше METRO також керував експрес-автобусним транспортом, відомим як Airport Direct, що був запущений влітку 2008 року, який їхав з центру міста Г'юстон до терміналу C через смугу HOV автостради Eastex 59. У 2010 році, прагнучи збільшити кількість пасажирів та дохід, METRO знизила вартість проїзду в аеропорту і закрила спеціальний пасажирський майданчик обслуговування в центрі міста Г'юстон; натомість автобус зупинявся у кількох центральних готелях. Вартість проїзду в кожному напрямку знижувалася з 15 до 4,50 доларів. Зміна тарифу збільшила кількість пасажирів, але зменшила грошовий потік. Однак влітку 2011 року METRO оголосив, що припиняє послугу «Прямий аеропорт», тоді як місцева послуга маршруту 102 (яка обслуговує більшу кількість бізнес та житлових районів «Зелених точок» (Greenspoint)) продовжувала працювати.
Станом на 2016 рік, тайванська авіакомпанія EVA Air здійснює автобусний трансфер з аеропорту Буша до Ричардсона в районі Даллас, аеропорт Форт-Ворт (Dallas-Fort Worth), щоб клієнти, що працюють безпосередньо в Далласі, могли літати до та з Г'юстона. Раніше China Airlines, ще один тайванський перевізник, здійснював автобусний трансфер до Sugarland та Південно-Західного китайського кварталу Г'юстону. Він перестав працювати у 2008 році, коли China Airlines припинила свою послугу для пасажирів у Г'юстоні.
Перевізники надають регулярні автобусні та трансферні маршрути до місць від IAH до парку NRG Astrodome, центру міста Г'юстон, міста Uptown, Greenway Plaza, Техаського медичного центру, готелів у ділових районах Вестхазе та Energy Corridor, міста Колледж Стейшн (College Station) та аеропорту «Хобі». Super Shuttle використовує спільні мікроавтобуси для надання послуг із міжконтинентального аеропорту Джорджа Буша до навколишніх громад.

## Художня робота

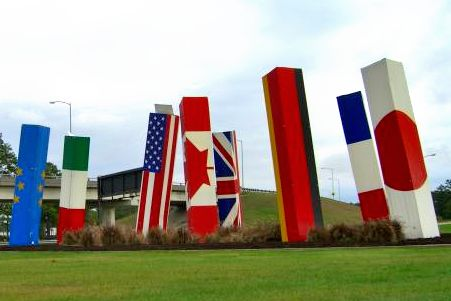
Балкові статуї стягів країн "Великої сімки" разом зі стягом ЄС розташовані перед входом у аеропорт

«Світлі крила» («Lightwings») Еда Карпентера — різнокольорова скляна скульптура, підвішена під даховим вікном, прикрашає Північний Вестибюль Термінала А. У Терміналі А, в Південному Вестибюлі стоїть «Графічна музика» («Countree Music») Террі Аллена. Композиція Аллена — це лите бронзове дерево, яке грає інструментальну музику Джо Елі та Девіда Берна, хоча музика зазвичай вимкнена. У коридорі, що веде до терміналу А, відображається «Проїзд крізь» («Passing Through») Леамона Гріна, 61-метрова гравійована скляна стіна із зображенням мандрівників аеропорту.
Ліфти в терміналі B розміщені у вигляді гармошки з нержавіючої сталі, розроблених Рейчел Хекер. У коридорі, що веде до терміналу B, є «Г'юстон Байо» («Houston Bayou») Dixie Friend Gay. Цей витвір складається із візантійської мурованої скляної мозаїки, що зображує сцени із заводей та водно-болотних угідь Г'юстона, кількох бронзових тварин, вставлених у підлогу, та п'яти мозаїчних колон.
«Шипи світла» («Lights Spikes») було створено під час саміту G7 1990 року, коли його влаштував президент Джордж Буш у Г'юстоні. Скульптура була перенесена в аеропорт за межами Терміналу Е після зустрічей, з початкового місця розташування перед Конвенційним центром Джорджа Р. Бравна. Стовпи нахиляються під кутом десяти градусів у напрямку центральної точки, що представляє Г'юстон. Відстань між кожним «шипом» і цією точкою відносно відстані між Г'юстоном та столицями країн, які представляють прапори. Представлені країни — США, Велика Британія, Франція, Японія, Канада, Італія та Німеччина, а також європейське співтовариство.
Аеропорт демонструє освітлені сучасні скульптури між терміналами C і D.

## Генеральний план
Місто Г'юстон представило оновлення свого генерального плану для IAH у 2005 році. Планувалось переобладнати кругові польові станції Терміналу В в лінійні споруди, подібні до терміналу А. Будівництво нового пірсу на 14,400 м2 (Термінал D), здатного керувати шістьма додатковими літаками широкого кузова, завершилось у 2016 році.
Довгострокові плани передбачають знесення терміналів блоку та з'єднання Північного та Південного Вестибюлів на середині шляху. Незабаром об'єкти Північного та Південного Вестибюлів будуть з'єднані, щоб утворювати дві довгі безперервні споруди. Крім того, буде також збудований новий центр для пасажирів під назвою «Східний термінал», із підземними перевезеннями.
Вдосконалення летовища включають дві нові злітно-посадкові смуги, колію по периметрі та під'їзні шляхи. Якщо Федеральне управління авіації вибере нові майданчики для злітно-посадкових смуг, воно може придбати землю у підрозділів Ґлен Лі Плас та Гізер-Ридж-Віллідж, які відходять від Лі-ровду.

## Аварії та випадки
- 1 лютого 1975 року:

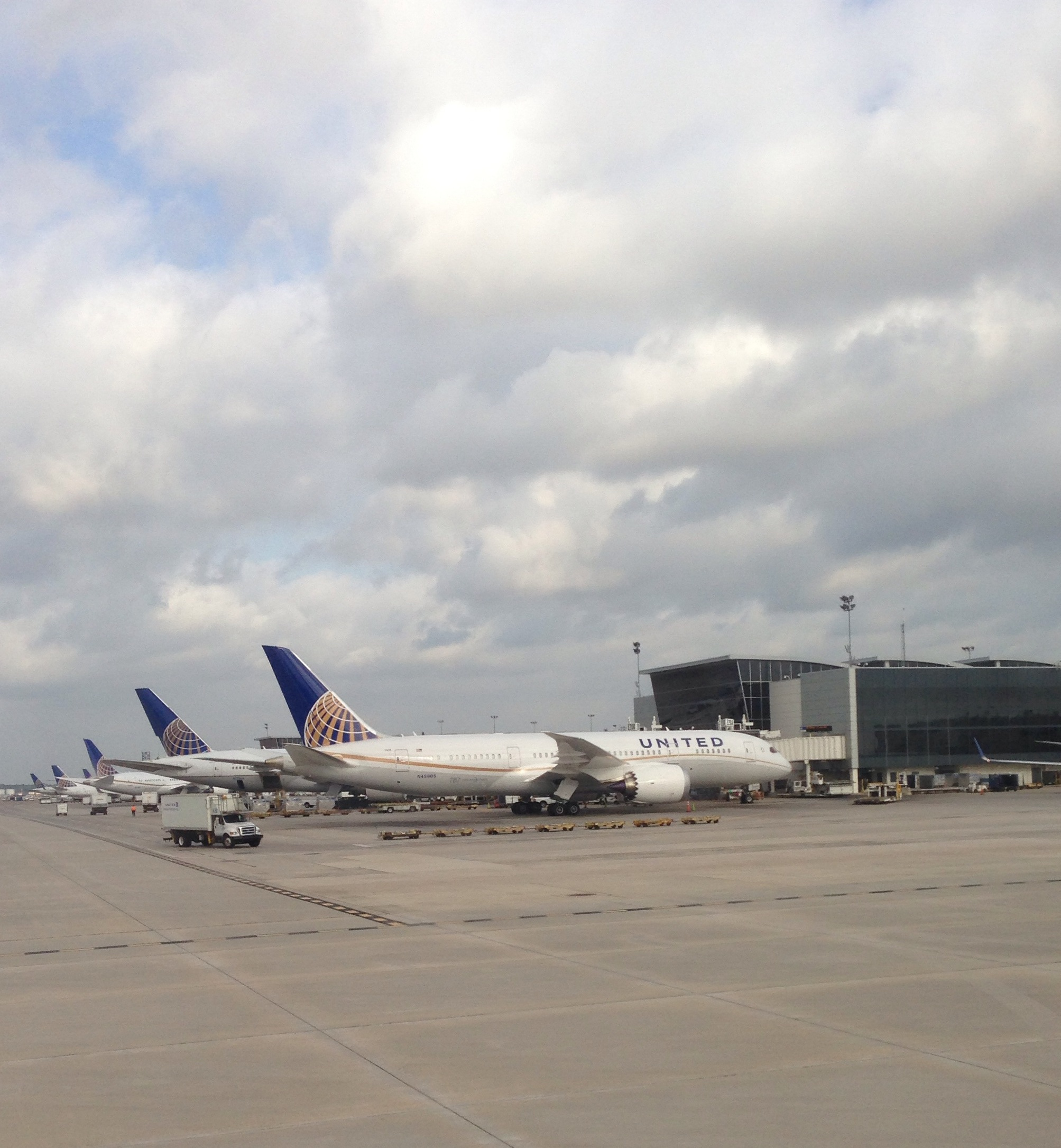
Боїнґ 787-8 компанії «United Airlines» запаркований у терміналі E

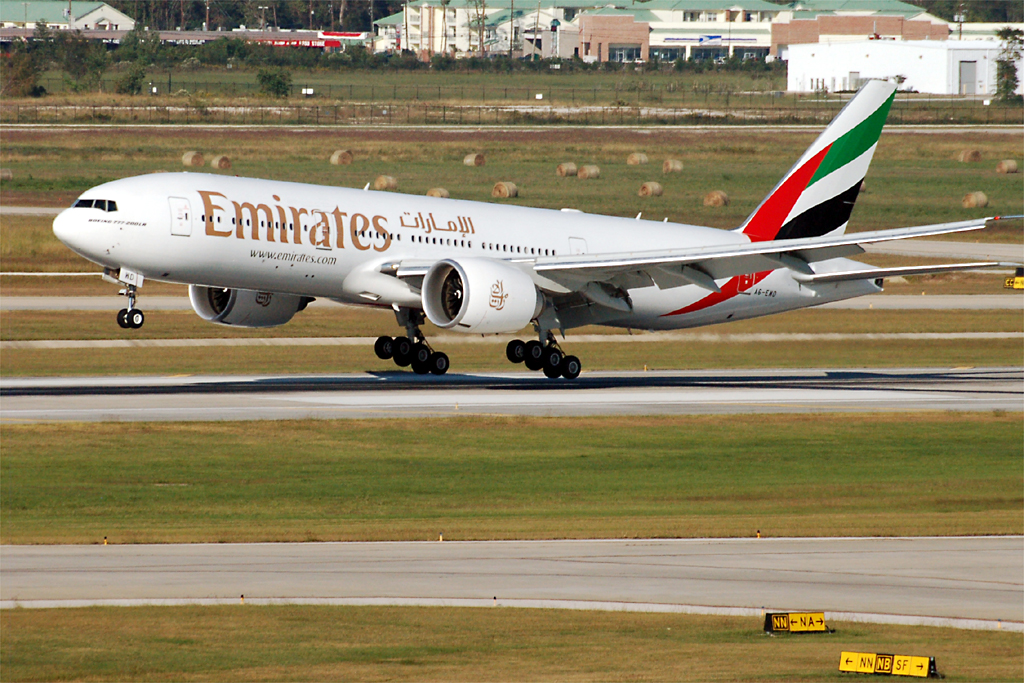
Приземлення Еміратського Боїнґа 777-200LR

Douglas DC-3 N15HC компанії «Горизонт Пропертис» розбився на підході, коли крило порту зіткнулося з пілоном електрики. Літак знаходився на внутрішньому позаплановому пасажирському рейсі з муніципального аеропорту Лутон, штат Оклахома до регіонального аеропорту Хантсвілль, штат Техас. Через погодні умови рейс був перенаправлений до Г'юстона. З 16 пасажирів загинули два члени екіпажу та троє пасажирів.
- 23 серпня 1990 року:

Grumman Gulfstream I, керований буровою компанією Rowan; втрата потужности у двигуні після зльоту призвела до невдалої спроби відновити висоту на шляху до Міжнародного аеропорту Нового Орлеана. Літак частково розбився при від'їзді зі смуги 15L. Було три смертельних випадки.
- 19 лютого 1996 року:

Continental Airlines McDonnell Douglas DC-9-32, що працює під час польоту Continental Airlines 1943 з національного аеропорту Рональда Рейґана, що прибуває до Г'юстона, штат Техас, приземлився в посадковому положенні на злітно-посадковій смузі 27. Літак ковзав ще 2,108 м на своїй нижній частині перед зупинкою на злітно-посадковій смузі зліва від центральної лінії смуги приблизно в кінці відправлення злітно-посадкової смуги. Загиблих людей не було, лише декілька із незначними травмами. Літак був ліквідований.
- 13 січня 1998 р.

Learjet 25, керований американською корпоративною авіацією, розбився на відстані 3,2 км на схід від аеропорту Джорджа Буша. Двоє пасажирів загинули. 
- 23 лютого 2019 року:

Atlas Air Flight 3591, Boeing 767-300ERF, керований Amazon Air, врізався в Триніті Бей під час підходу, в 48 км-ах на південний схід від аеропорту. Усі три члени екіпажу загинули.